# الدورة الدموية الصغرى
الدورة الدموية الصُغرى  هي جزء من الجهاز الدوري، الذي يشمل جهاز القلب والأوعية الدموية. والدورة الدموية الصغرى تتكون من الأوعية الدموية التي تحمل الدم غير المؤكسج من القلب إلى الرئتين، ثم تٌعيد الدم المؤكسج إلى القلب عبر (البطين الأيمن) ثانيةً. وهذا خلاف ما يحصل في الدورة الدموية الكبرى.
يُغادر الدم غير المؤكسج الجزء الأيمن (البطين الأيمن) من القلب عن طريق الشرايين الرئوية التي تذهب بالدم إلى الرئتين، وهناك تقوم كريات الدم الحمراء بتحرير غاز ثنائي أوكسيد الكربون وتتحد بالأوكسجين خلال عملية التنفس. يٌغادر الدم المؤكسج الرئتين عن طريق الأوردة الرئوية، والتي تصب في الجزء الأيسر أو مايسمى بالأذين الأيسر من القلب، وبذلك تكتمل الدورة الدموية الصٌغرى (الرئوية). بعدها يتم توزيع الدم إلى أنحاء الجسم كافة عن طريق الدورة الدموية الكبرى قبل أن يرجع ثانيةً إلى الدورة الدموية الصغرى.

## التركيب
يتدفق الدم غير المؤكسج إلى القلب ويتوجه إلى الرئتين ثم يعود للقلب مجددًا، حيث يتدفق الدم غير المؤكسج من الأذين الأيمن عبر الصمام الأذيني البطيني الأيمن (صمام ثلاثي الشرفات) ليصل إلى البطين الأيمن، ومن ثم يقوم البطين الأيمن بضخ الدم إلى الشريان الرئوي الرئيسي من خلال الصمام الرئوي.

### الرئتان
تنقل الشرايين الرئوية الدم غير المؤكسج إلى الرئتين، حيث يتم إطلاق ثاني أكسيد الكربون واستنشاق الأكسجين خلال عملية التنفس، وتنقسم الشرايين إلى شعيرات دموية دقيقة للغاية ذات جدران دقيقة للغاية، وبعد ذلكَ يعيد الوريد الرئوي الدم المؤكسج إلى الأذين الأيسر في القلب.

### الأوردة
يتدفق الدم المؤكسج من الرئتين من خلال الأوردة الرئوية ليصل إلى الجزء الأيسر من القلب وبذلكَ لتكمل الدورة الرئوية، حيث يتدفق الدم إلى الأذين الأيسر الذي يضخه من خلال الصمام التاجي ليصل إلى البطين الأيسر. بعد ذلكَ يضخ البطين الأيسر الدم من خلال الصمام الأورطي ليصل إلى الشريان الأورطي، ومن هنا يتم توزيعه إلى الجسم بأكمله من خلال الدورة الدموية الكبرى، وبعد ذلكَ يعود مجددًا للدورة الدموية الصغرى ودواليكِ.

### الشرايين
يضخ الدم من البطين الأيمن عبر الصمام الرئوي الهلالي إلى الشرايين الرئوية الرئيسية اليمنى واليسرى، والتي تتفرع إلى شرايين رئوية أصغر تنتشر في جميع أنحاء الرئتين.

## عند الجنين
الدورة الدموية الصٌغرى تكون غير مكتملة في الجنين، لأن رئتا الجنين تكونا منطبقتان ويمر الدم مباشرة من الأذين الأيمن إلى الأذين الأيسر. وعند توسيع الرئتين عند الولادة، ويوجه الضغط الرئوي وقطرات الدم من الأذين الأيمن إلى البطين الأيمن وعبر الدائرة الرئوية. وعلى مدى عدة أشهر، تُغلق الثقبة البيضوية، وتترك البقعة المعروفة باسم حفرة بيضوية في القلب لدى الكبار.

## الاكتشاف
اكتشفت الدورة الدموية الصٌغرى عن طريق العالم ابن النفيس سنة 1242، وما يزال ابن النفيس الذي اكتشفها مجهولا في كتب الطب حتى الآن، وقد وجدت له عدة مخطوطات يشرح فيها نظام الدورة الدموية.
في أوروبا بدأت سلسلة من الأبحاث نشر أولها مايكل سيرفتس سنة 1553. وبما أنه كانت دراسة جسم الإنسان ممنوعة من اللاهوتيين في زمنه، فإن اكتشاف الدورة الدموية الصُّغرى ظل غير معروف إلى أن جاء وليام هارفي سنة 1616.

## التاريخ
تطورت معرفتنا بتركيب ووظيفة الجهاز الدوري منذ الألفية منذ الألفية الرابعة قبل الميلاد في مصر القديمة (عام 3500 قبل الميلاد)، حيث كان يُعتقد أن هناكَ مجموعة من القنوات مُترابطة مع القلب تنقل الهواء والبول والدم والروح، وقد ذكر ذلكَ في بردية عالم المصريات الأمريكي إدوين سميث أن المصريين يعتقدون أن نبضات القلب تخلق نبضًا تنقل المواد المذكورة أعلاه في جميع أنحاء الجسم.
بعد مرور ألف عام قامت مجموعة الطبيب المشهور أبقراط في كلية الطب في كوس قاموا بتحديد أن القلب مركز الجهاز الدوري، وحددت بعض الخصائص التشريحية للجهاز الدوري كما ذكرت أيضًا أن الجهاز الدوري مسؤول عن نقل الدم عبر البطين الأيمن من خلال الأوردة، بينا الشرايين تنقل الروح «النفّس» للبطين الأيسر.
وبعد مرور مائتي عام ومع تطور تشريح الإنسان اكتشف عالم التشريح اليوناني هيروفيلوس في إسكندرية أن الشرايين أكثر سمكًا 6 مرات من الأوردة، ووصف عالم التشريح اليوناني إيراسيستراتوس الصمامات الهلالية موضحًا أن الشرايين تكون ممتلئة بالدم حينما يكون كلا البطينين فارغًا.
وبعد مرور مائتي عام آخرين وضح الطبيب الإغريقي جالينوس أن الشرايين تحتوي على الدماء وليست الهواء، وبعدها انهارت الإمبراطورية الرومانية ولكن حُفظت المعرفة الطبية اليونانية الرومانية التي تخص الجهاز الدوري في بلاد فارس، ولاحقًا بعد انتشار الإسلام بها وصف العالم الإسلامي ابن النفيس الدورة الدموية الرئوية ولكن بشكل غير دقيق.
وبعد ذلكَ في القرن الرابع عشر في أوروبا بدأت أبحاث مُتعلقة بتشريح الجسم البشري، واهتموا كثيرًا بالجهاز الدوري، حيث قام الطبيب الأسباني ميغيل سيرفيت بوصف الدورة الرئوية، بينما شارك عالم التشريح البلجيكي أندرياس فيزاليوس بعديد من الاكتشافات التشريحية، وأثبت الجراح الإيطالي وأستاذ عالم التشريح ريالدو كولمبو الدورة الرئوية الدموية، واكتشف فابريسيوس الصمامات في الأوردة.
ولاحقًا مستفيدًا بكل هذه التطورات وصف تلميذ فابريسيوس النجيب العام الإنجليزي ويليام هارفي الدورة الدموية الصغرى كما نعرفها الآن، واستغرق الأمر منه ما يقرب من اثنى عشر عامًا حتى يقنع الكلية الملكية في لندن أن الدم يجري في دورة مغلقة خلال الجسم تبدأ من القلب فالشرايين فالإوردة التي ترجع به إلى القلب من جديد.